# Northolt (métro de Londres)
Pour la localité, voir Northolt.
Northolt (en anglais : Northolt tube station, ou Northolt Underground station), est une station de la ligne Central du métro de Londres, en zone 5 Travelcard. Elle est située sur la Mandeville Road à Northolt dans le borough londonien d'Ealing sur le territoire du Grand Londres.

## Situation sur le réseau
La station se trouve sur la Central line entre les stations Greenford et South Ruislip. Elle est en zone 5.

## Histoire
La Northolt Halt est mise en service le 1er mai 1907 par le Great Western Railway. La station renommée  Northolt est ouverte au service de la Central line le 2 novembre 1948.

## Services aux voyageurs

### Accès et accueil
La station est située sur Mandeville Road à Northolt .

### Desserte

Installations
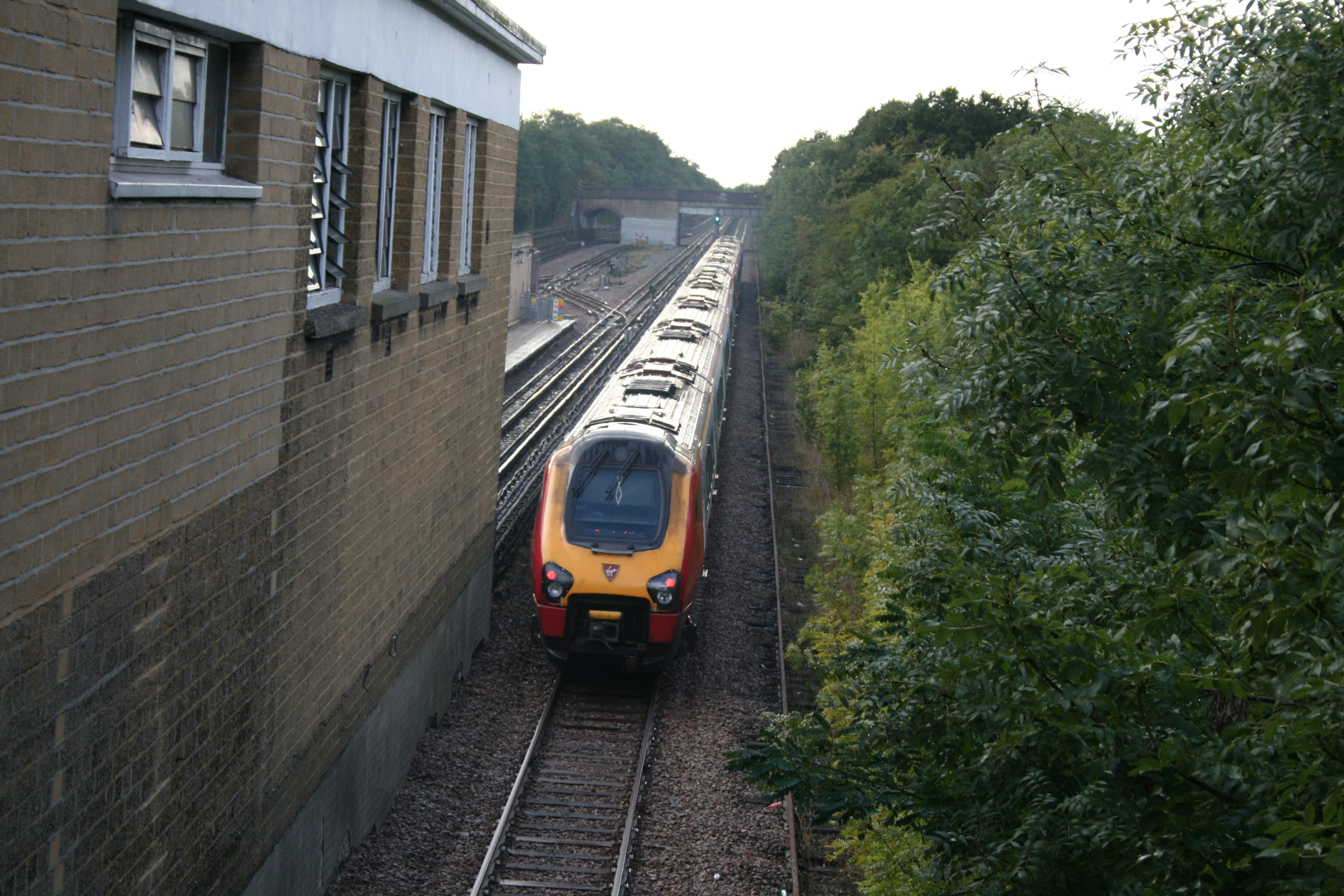
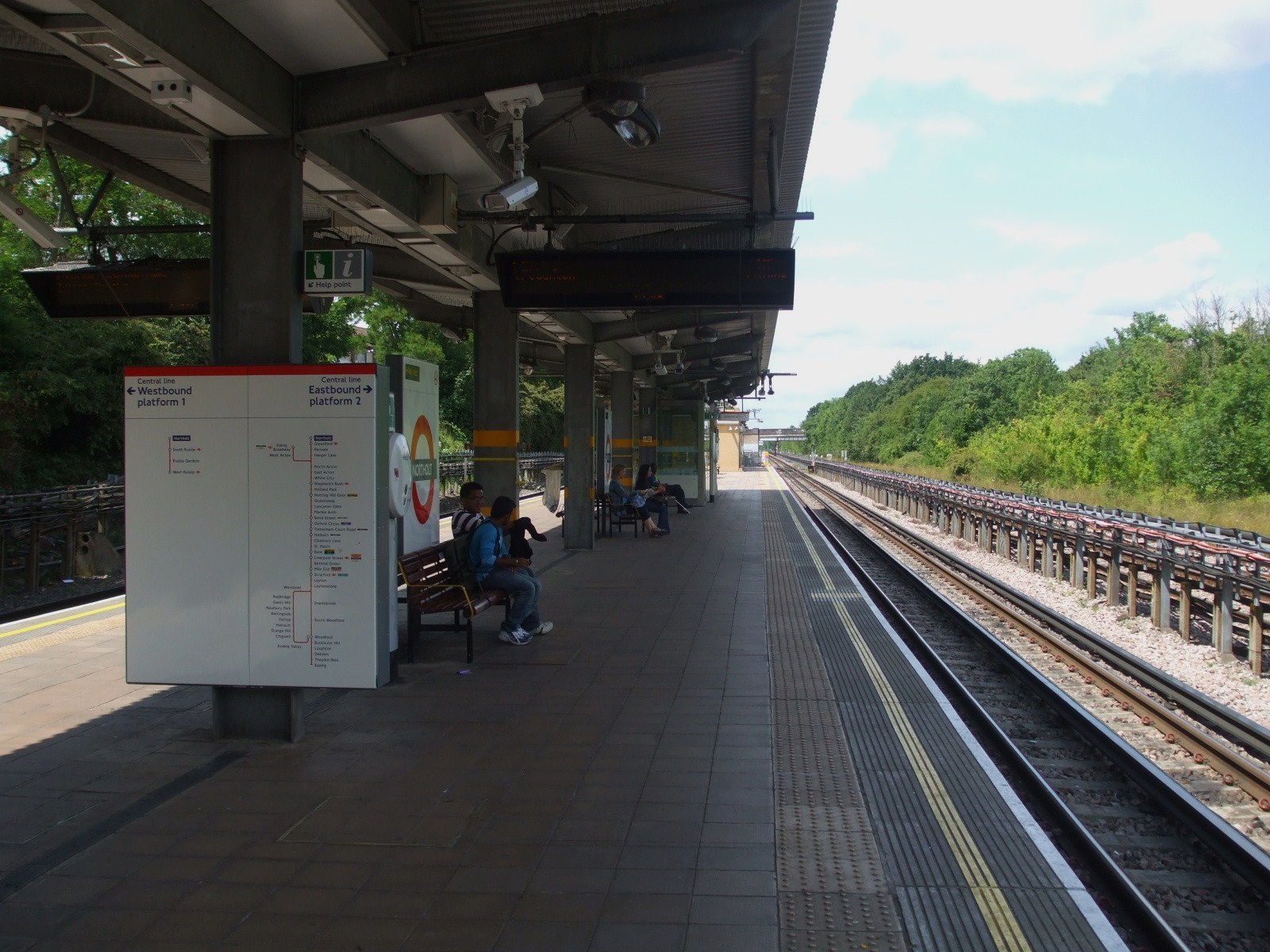
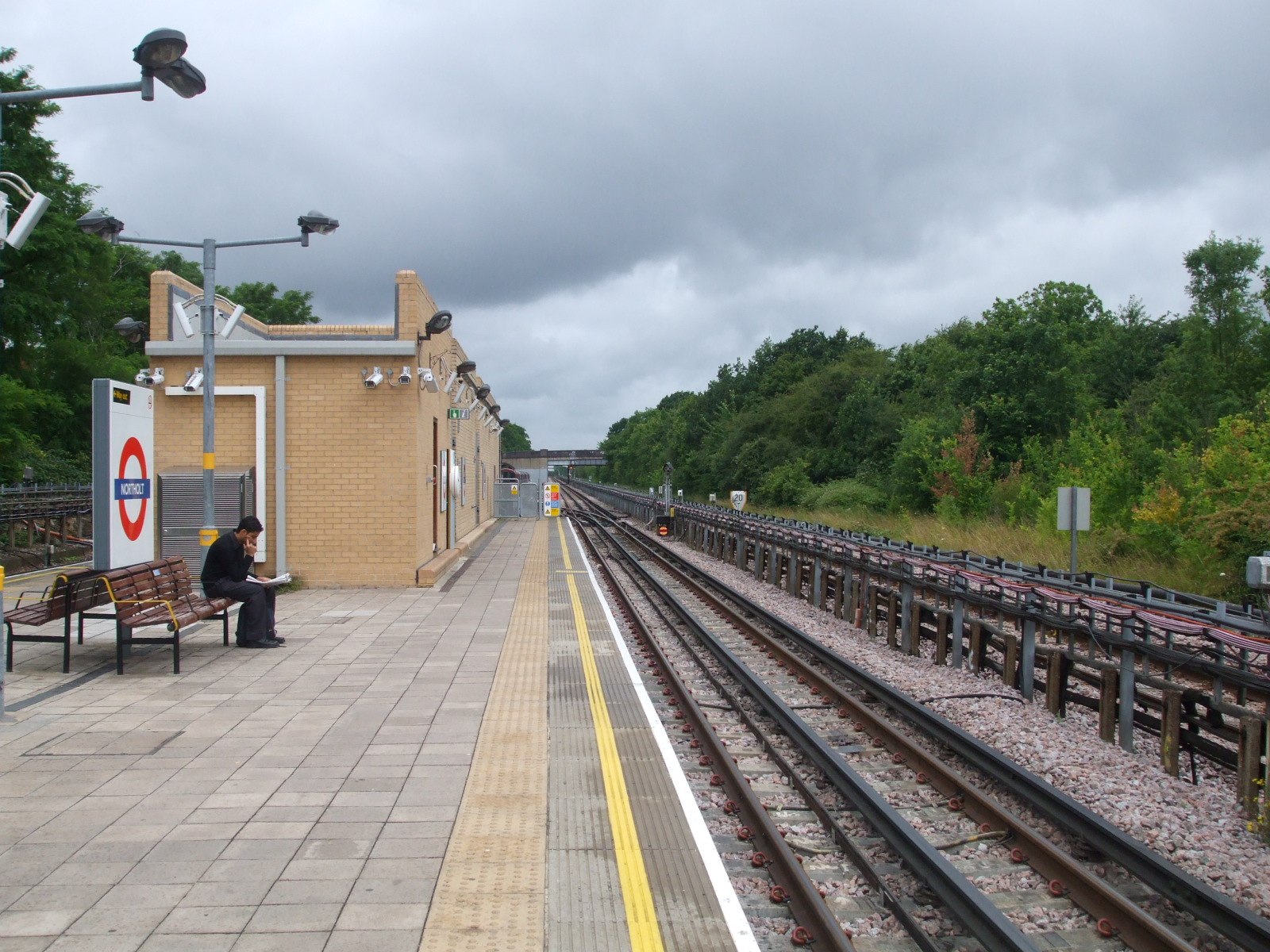

### Intermodalité
La station est en correspondance avec les lignes de bus : 90 (Feltham - Northolt), 120 (Hounslow bus station - Northolt), 140 (Harrow Weald - Hayes & Harlington station), 282 (Ealing Broadway - Mount Vernon Hospital), 395 (Westway Cross Retail Park - Harrow bus station), E10 (Ealing Broadway - Northolt), X140 (Harrow bus station - Heathrow central bus station), N7 (Northolt - Oxford Circus) service de nuit.

## À proximité
- Northolt